# Arrondissement di Haiti

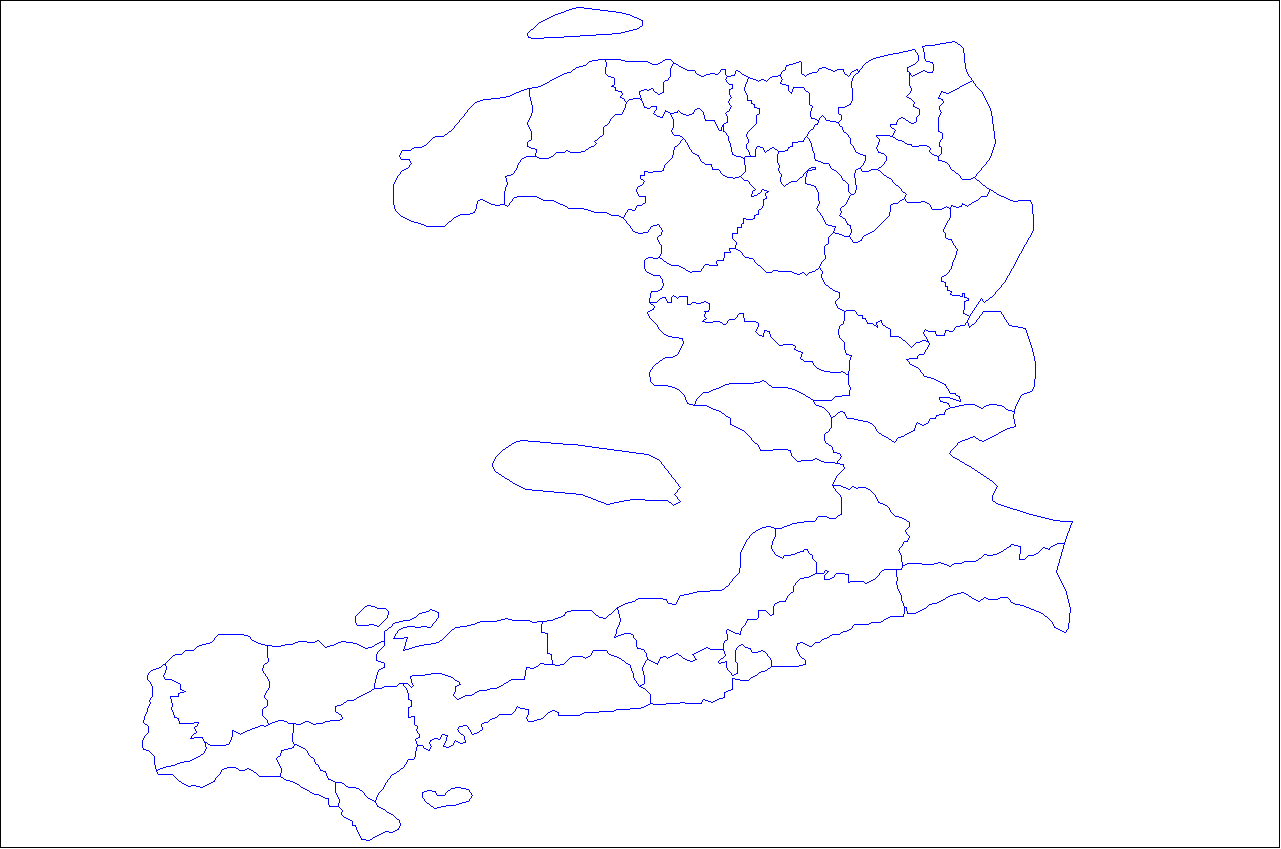
Arrondissement di Haiti

Gli arrondissement di Haiti costituiscono la suddivisione territoriale di secondo livello del Paese, dopo i 10 dipartimenti, e sono pari a 42.

## Lista
Dipartimento dell'Artibonite
| Arrondissement                 | Capoluogo    | Popolazione | Superficie (km²) |
| ------------------------------ | ------------ | ----------- | ---------------- |
| Arrondissement di Dessalines   | Dessalines   |             |                  |
| Arrondissement di Les Gonaïves | Les Gonaïves |             |                  |
| Arrondissement di Gros-Morne   | Gros-Morne   |             |                  |
| Arrondissement di Marmelade    | Marmelade    |             |                  |
| Arrondissement di Saint-Marc   | Saint-Marc   |             |                  |

Dipartimento del Centro
| Arrondissement                    | Capoluogo       | Popolazione | Superficie (km²) |
| --------------------------------- | --------------- | ----------- | ---------------- |
| Arrondissement di Cerca-la-Source | Cerca-la-Source |             |                  |
| Arrondissement di Hinche          | Hinche          |             |                  |
| Arrondissement di Lascahobas      | Lascahobas      |             |                  |
| Arrondissement di Mirebalais      | Mirebalais      |             |                  |

Dipartimento di Grand'Anse
| Arrondissement                   | Capoluogo      | Popolazione | Superficie (km²) |
| -------------------------------- | -------------- | ----------- | ---------------- |
| Arrondissement di Anse-d'Ainault | Anse-d'Ainault |             |                  |
| Arrondissement di Corail         | Corail         |             |                  |
| Arrondissement di Jérémie        | Jérémie        |             |                  |

Dipartimento di Nippes
| Arrondissement                | Capoluogo   | Popolazione | Superficie (km²) |
| ----------------------------- | ----------- | ----------- | ---------------- |
| Arrondissement di Anse-à-Veau | Anse-à-Veau |             |                  |
| Arrondissement di Baradères   | Baradères   |             |                  |
| Arrondissement di Miragoâne   | Miragoâne   |             |                  |

Dipartimento del Nord
| Arrondissement                           | Capoluogo              | Popolazione | Superficie (km²) |
| ---------------------------------------- | ---------------------- | ----------- | ---------------- |
| Arrondissement di Acul-du-Nord           | Acul-du-Nord           |             |                  |
| Arrondissement di Borgne                 | Borgne                 |             |                  |
| Arrondissement di Cap-Haïtien            | Cap-Haïtien            |             |                  |
| Arrondissement di Grande-Rivière-du-Nord | Grande-Rivière-du-Nord |             |                  |
| Arrondissement di Limbé                  | Limbé                  |             |                  |
| Arrondissement di Plaisance              | Plaisance              |             |                  |
| Arrondissement di Saint-Raphaël          | Saint-Raphaël          |             |                  |

Dipartimento del Nordest
| Arrondissement                 | Capoluogo    | Popolazione | Superficie (km²) |
| ------------------------------ | ------------ | ----------- | ---------------- |
| Arrondissement di Fort-Liberté | Fort-Liberté |             |                  |
| Arrondissement di Ouanaminthe  | Ouanaminthe  |             |                  |
| Arrondissement di Trou-du-Nord | Trou-du-Nord |             |                  |
| Arrondissement di Vallières    | Vallières    |             |                  |

Dipartimento del Nordovest
| Arrondissement                        | Capoluogo           | Popolazione | Superficie (km²) |
| ------------------------------------- | ------------------- | ----------- | ---------------- |
| Arrondissement di Môle-Saint-Nicolas  | Môle-Saint-Nicolas  |             |                  |
| Arrondissement di Port-de-Paix        | Port-de-Paix        |             |                  |
| Arrondissement di Saint-Louis-du-Nord | Saint-Louis-du-Nord |             |                  |

Dipartimento dell'Ovest
| Arrondissement                       | Capoluogo          | Popolazione | Superficie (km²) |
| ------------------------------------ | ------------------ | ----------- | ---------------- |
| Arrondissement di Arcahaie           | Arcahaie           |             |                  |
| Arrondissement di Croix-des-Bouquets | Croix-des-Bouquets |             |                  |
| Arrondissement di La Gonâve          | Anse-à-Galets      |             |                  |
| Arrondissement di Léogâne            | Léogâne            |             |                  |
| Arrondissement di Port-au-Prince     | Port-au-Prince     |             |                  |

Dipartimento del Sudest
| Arrondissement               | Capoluogo  | Popolazione | Superficie (km²) |
| ---------------------------- | ---------- | ----------- | ---------------- |
| Arrondissement di Bainet     | Bainet     |             |                  |
| Arrondissement di Belle-Anse | Belle-Anse |             |                  |
| Arrondissement di Jacmel     | Jacmel     |             |                  |

Dipartimento del Sud
| Arrondissement                  | Capoluogo     | Popolazione | Superficie (km²) |
| ------------------------------- | ------------- | ----------- | ---------------- |
| Arrondissement di Aquin         | Aquin         |             |                  |
| Arrondissement di Les Cayes     | Les Cayes     |             |                  |
| Arrondissement di Chardonnières | Chardonnières |             |                  |
| Arrondissement di Les Côteaux   | Les Côteaux   |             |                  |
| Arrondissement di Port-Salut    | Port-Salut    |             |                  |